# Đèn phát tia X

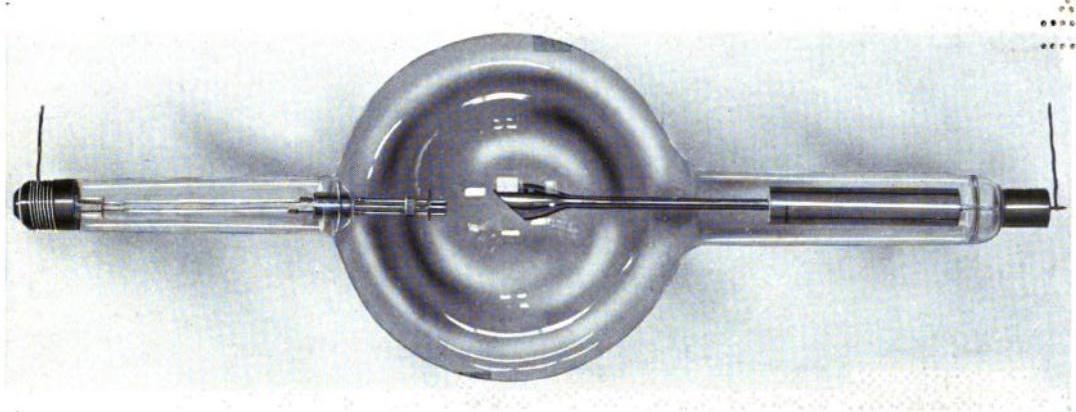
Coolidge X-ray tube cỡ năm 1917. Cathode đốt nóng ở bên trái, anode bên phải, phát tia X xuống.

Đèn phát tia X hay đèn tia X, đèn tia Rơnghen, X-ray tube là một loại đèn điện tử chân không thực hiện phát tia X.
Đèn tia Rơnghen đặt tên theo tên nhà vật lý người Đức Wilhelm Conrad Röntgen (1845-1923). Ông phát hiện tia X ngày 8 tháng 11 năm 1895 tại Viện Vật lý, trường Đại học Würzburg, Đức, và năm 1901 được nhận Giải thưởng Nobel Vật lý đầu tiên trong lịch sử.

Sơ đồ nguyên lý hoạt động đèn Röntgen

## Nguyên lý hoạt động
Đèn gồm cathode được nung nóng để phát xạ điện tử. Chùm điện tử được gia tốc bằng điện áp A-K là 25-600 kV, hướng về anode. Khi đập vào anode điện tử sẽ bị hãm đột ngột, và phát xạ ánh sáng năng lượng cao là tia X.
"Bức xạ khi bị hãm" theo tiếng Đức là "Bremsstrahlung", trở thành thuật ngữ được sử dụng trong văn liệu tiếng Anh.
Điện áp A-K càng cao thì tia X có năng lượng càng cao, bước sóng của nó càng ngắn.
Khó khăn kỹ thuật chính nằm ở khi điện tử đập vào anode thì nhiệt độ tại điểm đập lên tới 2500 °C (4530 °F). Việc bố trí thoát nhiệt dư này trong đèn chân không phải thực hiện bằng các biện pháp đặc biệt.